# Funcional (matemàtiques)
En matemàtiques, i particularment en anàlisi funcional i càlcul de variacions, un funcional és una funció des d'un espai vectorial al seu camp escalar subjacent, o un conjunt de funcions dels nombres reals. En altres paraules, és una funció que agafa un vector com a argument d'entrada i retorna un escalar. Generalment l'espai vectorial és un espai de funcions i per això el funcional pren una funció pel seu argument d'entrada; llavors és de vegades considerat una funció d'una funció. El seu ús té l'origen en el càlcul de variacions on hom busca una funció que minimitzi un cert funcional. Una aplicació particularment important en física és la cerca d'un estat d'un sistema que minimitzi l'energia funcional.

## Detalls del funcional

### Dualitat
El mapatge
{\displaystyle x_{0}\mapsto f(x_{0})}
és una funció, on {\displaystyle x_{0}} és un argument d'una funció {\displaystyle f}.
Alhora, el mapatge d'una funció al valor de la funció a un punt
{\displaystyle f\mapsto f(x_{0})}
és un funcional, on {\displaystyle x_{0}} és un paràmetre.
Amb la condició que f sigui una funció lineal d'un espai vectorial lineal al camp escalar subjacent, els mapes lineals de sobre són duals cadascun a l'altre, i en anàlisi funcional ambdós sçon anomenalts funcionals lineals.

### Integral definida
Integrals com
{\displaystyle f\mapsto I[f]=\int _{\Omega }H(f(x),f'(x),\ldots )\;\mu ({\mbox{d}}x)}
formen una classe especial de funcionals: mapegen una funció f a un nombre real, amb la condició que H sigui real. Els exemples inclouen
- L'àrea per sota del gràfic d'una funció positiva f

{\displaystyle f\mapsto \int _{x_{0}}^{x_{1}}f(x)\;\mathrm {d} x}
- La norma Lp de funcions

{\displaystyle f\mapsto \left(\int |f|^{p}\;\mathrm {d} x\right)^{1/p}}
- La longitud d'arc d'una corba en un espai 2-dimensional euclidià

{\displaystyle f\mapsto \int _{x_{0}}^{x_{1}}{\sqrt {1+|f'(x)|^{2}}}\;\mathrm {d} x}

### Producte vector escalar
Donat qualsevol vector {\displaystyle {\vec {x}}} en un espai vectorial {\displaystyle X}, el producte escalar amb un altre vector {\displaystyle {\vec {y}}}, denotat per {\displaystyle {\vec {x}}\cdot {\vec {y}}} o {\displaystyle \langle {\vec {x}},{\vec {y}}\rangle }, és un escalar. El conjunt de vectors tals que aquest producte és zero és un subespai vectorial de {\displaystyle X}, anomenat espai nul o kernel de {\displaystyle X}.

### Localitat
Si un valor de funcional pot ser calculat per segments petits de la corba d'entrada i llavors sumat per trobar el valor total, el funcional s'anomena local. Altrament és anomenat no local. Per exemple:
{\displaystyle F(y)=\int _{x_{0}}^{x_{1}}y(x)\;\mathrm {d} x}
és local mentre que
{\displaystyle F(y)={\frac {\int _{x_{0}}^{x_{1}}y(x)\;\mathrm {d} x}{\int _{x_{0}}^{x_{1}}(1+[y(x)]^{2})\;\mathrm {d} x}}}
és no local. Això ocorre generalment quan les integrals ocorren per separat en el numerador i denominador d'una equació, com en càlculs de centres de massa.

## Equació funcional
L'ús tradicional també s'aplica quan hom parla d'una equació funcional, la qual cosa significa una equació entre funcionals: una equació entre funcionals pot ser llegida com un 'equació per solucionar', amb solucions que són elles mateixes funcions. En tals equacions hi poden haver diversos conjunts de variables desconegudes, com per exemple quan es diu que una funció additiva és la que satisfà l'equació funcional
{\displaystyle f\left(x+y\right)=f\left(x\right)+f\left(y\right)}.

## Derivació i integració del funcional
Les derivades funcionals són utilitzades en mecànica lagrangiana. Són derivades de functionals, és a dir, porten informació sobre com canvia el funcional quan la funció d'entrada canvia una petita quantitat.
Richard Feynman va utilitzar integrals funcionals com la idea central de la integral de camins mecànica quàntica. Aquest ús implica una integral agafada al llarg d'algun espai de funció.